# Claudio Garella
Claudio Garella (Turín, Italia, 16 de mayo de 1955 - ibidem, 12 de agosto de 2022) fue un futbolista italiano. Jugó de guardameta.

## Trayectoria
Garella hizo su debut en la Serie A con Torino durante la temporada 1972-73 de la Serie A apareciendo en los últimos ocho minutos de la derrota por 1-0 ante L.R. Vicenza Virtus reemplazando a Luciano Castellini; esta fue su única aparición con el club. En 1973 se incorporó al A.S. Junior Pallacanestro Casale donde permaneció durante dos temporadas, primero en la Serie D y posteriormente en la Serie C, llegando incluso a marcar un gol de penalti.
En 1975 se unió a Novara ayudando al club a terminar sexto en la Serie B. La temporada siguiente fichó por la Lazio irrumpiendo en el once inicial durante su segunda temporada con el club a los 22 años, tras servir inicialmente como suplente de Felice Pulici durante su primera temporada; sin embargo soportó las críticas de la prensa italiana durante este período debido a sus actuaciones propensas a errores.
En 1978 fichó por la Sampdoria donde pasó tres temporadas en la Serie B, antes de marcharse al Hellas Verona. Bajo el mando de Osvaldo Bagnoli ayudó al club a recuperar el ascenso a la Serie A, llegar a la final de la Copa Italia de 1984 y jugó un papel decisivo para ayudar al equipo a ganar el título de la Serie A 1984–85 por primera y única vez en la historia del club, produciendo inclusive una serie de paradas cruciales en un empate 0-0 a domicilio contra la Roma. Sus actuaciones y su papel en la conquista del título de liga del club le valieron un fichaje por el Napoli en parte debido a la insistencia de Diego Maradona donde ganó un doblete doméstico durante la temporada 1986–87 y se perdió por poco otro título de liga durante su tercera temporada que fue la última en el club.
Después de dos temporadas y media en la Serie B con el Udinese, Garella se retiró a la edad de 36 años tras la conclusión de la temporada 1990-91 de la Serie B con el Avellino acumulando dos apariciones con el club.
A pesar de su habilidad de juego en su apogeo, nunca apareció para la selección de Italia , en parte debido a la fuerte competencia de otros porteros italianos de clase mundial en ese momento, como Giovanni Galli, Franco Tancredi, Stefano Tacconi y Walter Zenga.

## Después del retiro
Tras su retiro, Garella entrenó al USD Barracuda del Prima Categoria con base en Turín. En 2011 se desempeñó como entrenador de porteros en Pergocrema. Durante la temporada 2012-13 fue nombrado entrenador juvenil de juniores del Cit Turin. El 26 de septiembre de 2013 asumió como entrenador del primer equipo del Barracuda en la Prima Categoria.
Garella también se desempeñó como director deportivo del club amateur Pecetto Torinese, en la provincia de Turín, que jugaba en la división Promozione, y luego se desempeñó como ojeador del Canavese en la Serie D. En 2015 fue nombrado director técnico de Barracuda en la Segunda Categoría.

## Muerte
Murió el 12 de agosto de 2022 a la edad de 67 años, en un hospital de Turín, por complicaciones cardiovasculares tras una operación de corazón.

## Clubes
| Club                | País   | Año         |
| ------------------- | ------ | ----------- |
| Torino Calcio       | Italia | 1972 - 1973 |
| A. C. Juniorcasale  | Italia | 1973 - 1975 |
| Novara Calcio       | Italia | 1975 - 1976 |
| S. S. Lazio         | Italia | 1976 - 1978 |
| U. C. Sampdoria     | Italia | 1978 - 1981 |
| Hellas Verona F. C. | Italia | 1981 - 1985 |
| S. S. C. Napoli     | Italia | 1985 - 1988 |
| Udinese Calcio      | Italia | 1988 - 1990 |
| U. S. Avellino      | Italia | 1990 - 1991 |

## Palmarés

### Campeonatos nacionales
| Título      | Club                | País   | Año         |
| ----------- | ------------------- | ------ | ----------- |
| Serie A     | Hellas Verona F. C. | Italia | 1983 - 1984 |
| Serie A     | S. S. C. Napoli     | Italia | 1986 - 1987 |
| Copa Italia | S. S. C. Napoli     | Italia | 1986 - 1987 |